# ダニエル・ジェラン
ダニエル・ジェラン（Daniel Yves Alfred Gélin、1921年5月19日 - 2002年11月29日）はフランスの俳優である。

## 略歴
フランスの中部アンジェ生まれ。17歳の時に役者を目指しパリに上京。職を転々としながら芸能界の道に進み、舞台、映画で活躍しフランスを代表する俳優になる。特に舞台ではジャン・コクトーの『恐るべき親たち』に出演し脚光を浴びた。2002年11月29日、腎臓病のためこの世を去る。81歳没。

### 私生活
長期間にわたり、アルコールやドラッグ中毒に悩まされていた他、自殺未遂を起こすなど、私生活はかなり荒んでいた。
生涯で結婚を3回している。1945年に結婚した最初の妻で女優のダニエル・ドロルムとの間に2子をもうけ、その1人グザヴィエ（1946年生、息子）は後に俳優となるが、1999年にガンで亡くなる。また、グザヴィエの息子ヒューゴは映画監督・脚本家となった。ダニエルとは1954年に離婚。
1955年にシルヴィ・ハーシュと再婚する。シルヴィとの間に1957年に生まれた息子パスカルが誤って錠剤を呑み込み、生後14ヶ月で亡くなる悲劇に見舞われる。その後シルヴィとの間に2子マニュエル（1958年生、息子）とフィオナ（1962年生、娘）をもうけ、2人とも役者となる。シルヴィとは1968年に離婚。
1973年にリディ・ザクスと再婚し、1子をもうける。リディとはジェランが亡くなるまで添い遂げた。
なお、結婚はしなかったが、1952年に、愛人だったモデルのクリスティーヌ・マリー・シュナイダーとの間に後に女優となるマリア・シュナイダーが生まれている。

## 代表作
| 公開年 | 邦題 原題                                               | 役名                               | 備考 |
| ------ | ------------------------------------------------------- | ---------------------------------- | ---- |
| 1946   | 狂恋 Martin Roumagnac                                   | Le surveillant du collège          |      |
| 1949   | 七月のランデヴー Rendezvous in July                     |                                    |      |
| 1950   | 輪舞                                                    | アルフレート                       |      |
| 1951   | エドワールとキャロリーヌ Édouard et Caroline            | エドワール                         |      |
| 1951   | 恋路 Une histoire d'amour                               | ジャン                             |      |
| 1952   | 快楽 Le plaisir                                         | ジャン                             |      |
| 1952   | 愛すべき御婦人たち Adorables créatures                  | アンドレ                           |      |
| 1952   | 愛情の瞬間 La minute de vérité                          | ダニエル                           |      |
| 1954   | 埋れた青春 L'affaire Maurizius                          | レオナール・モリジウス             |      |
| 1954   | 雪は汚れていた La neige était sale                      | フランク                           |      |
| 1954   | ローマの女 La romana                                    | ミノ                               |      |
| 1955   | 過去をもつ愛情 Les amants du Tage                       | ピエール                           |      |
| 1955   | ナポレオン Napoléon                                     | ナポレオン・ボナパルト（青年時代） |      |
| 1956   | 巴里野郎 Paris canaille                                 | アントニー                         |      |
| 1956   | 知りすぎていた男 The Man Who Knew Too Much              | ルイ・ベルナール                   |      |
| 1956   | 裸で御免なさい En effeuillant la marguerite             | ダニエル・ロイ                     |      |
| 1957   | 濁流 Mort en fraude                                     | Paul Horcier                       |      |
| 1957   | 非情 Retour de manivelle                                | ロバート                           |      |
| 1959   | オルフェの遺言 Le testament d'Orphée                    |                                    |      |
| 1960   | カルタゴ Cartagine in fiamme                            | フェーゴル                         |      |
| 1961   | ヒッチガール Les petits matins                          | コメディアン                       |      |
| 1963   | いっちょう頂き La bonne soupe                           | レイモンド                         |      |
| 1966   | パリは燃えているか Paris brûle-t-il?                    | イヴ                               |      |
| 1966   | エヴァの恋人 À belles dents                             | ベルナール                         |      |
| 1969   | スローガン Slogan                                       |                                    |      |
| 1971   | 好奇心 Le souffle au coeur                              | シャルル                           |      |
| 1973   | 傷だらけの刑事 La polizia è al servizio del cittadino?  | ブレラ                             |      |
| 1988   | 人生は長く静かな河 La vie est un long fleuve tranquille |                                    |      |
| 1988   | ライオンと呼ばれた男 Itinéraire d'un enfant gâté        | ピエール                           |      |
| 1990   | ミスター・フロスト Mister Frost                         | シモン                             |      |
| 1993   | メランコリー Les marmottes                              | レオ                               |      |